# Hu Yaobang
Pour les articles homonymes, voir HU.
Dans ce nom chinois, le nom de famille, Hu, précède le nom personnel.
Hu Yaobang (20 novembre 1915 – 15 avril 1989) était un homme politique chinois et haut fonctionnaire de la République populaire de Chine. Il a occupé la plus haute fonction du Parti communiste chinois (PCC) de 1981 à 1987, d'abord comme président, puis comme secrétaire général. Après la Révolution culturelle (1966-1976), Hu s'est imposé comme un proche allié de Deng Xiaoping, alors dirigeant suprême de la Chine.
Hu a rejoint le PCC dans les années 1930. Pendant la Révolution culturelle, il a été purgé, rappelé, puis à nouveau purgé par Mao Zedong. Après l'arrivée au pouvoir de Deng, à la suite de la mort de Mao, Hu a joué un rôle important dans le programme Boluan Fanzheng. Tout au long des années 1980, il mena une série de réformes économiques et politiques. Parallèlement, ces réformes politiques et économiques firent de lui l'ennemi de plusieurs anciens influents du Parti, opposés au libre marché et aux réformes gouvernementales. Lorsque de vastes manifestations étudiantes éclatèrent en Chine en décembre 1986 et janvier 1987, ses adversaires politiques le rendirent responsable des troubles et persuadèrent Deng que sa tolérance à l'égard de la « libéralisation bourgeoise » était à l'origine des manifestations. Hu fut contraint de démissionner de son poste de secrétaire général début 1987, tout en conservant son appartenance au Politburo.
Hu fut remplacé au poste de secrétaire général par son proche allié Zhao Ziyang, qui poursuivit nombre de ses réformes économiques et politiques. Le lendemain de sa mort, en avril 1989, une petite commémoration officieuse eut lieu à Pékin, au cours de laquelle la population exigea que le gouvernement chinois réévalue et reconnaisse son héritage. Une semaine plus tard, la veille des funérailles de Hu, quelque 100 000 étudiants ont défilé sur la place Tian'anmen, ce qui a finalement conduit aux manifestations et au massacre de la place Tian'anmen en juin 1989. Le gouvernement chinois a ensuite censuré les détails de la vie de Hu, mais en 2005, il a officiellement réhabilité son image et levé la censure, à l'occasion de son 90e anniversaire.

## Jeunesse et maturité

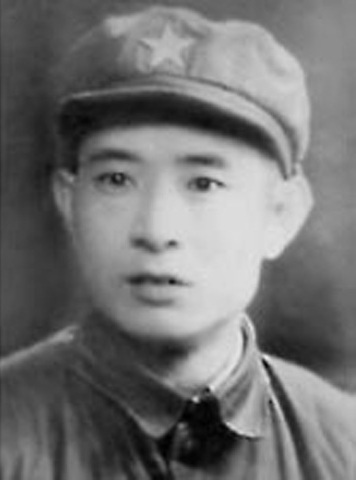
Hu Yaobang dans les années 1940.

Né à Linyang, province de Hunan dans une famille de paysans, Hu quitte la maison à l'âge de 14 ans pour rejoindre la Ligue de la jeunesse communiste. En 1933, il se rend dans la base soviétique chinoise du Jiangxi et adhère au Parti communiste chinois. Il participe à la Longue Marche et sert dans l'Armée rouge sous Deng Xiaoping. Il est alors membre de l'équipe de travail du Comité central et secrétaire de la Ligue de la jeunesse communiste dans une unité de l'Armée.
Après la fondation de la république populaire de Chine, le 1er octobre 1949, il devient secrétaire du comité du Parti pour la région du Sichuan du Nord et président de l'administration régionale. En 1952, il suit Deng à Beijing et devient secrétaire du Comité central de la Ligue de la jeunesse communiste chinoise, poste qu'il conservera pendant 15 ans ; puis en 1965, premier secrétaire du comité du Parti de la province du Shaanxi. Il se fait alors connaitre en Chine et à l'étranger à l'occasion de nombreux voyages.
Lors de la révolution culturelle, considéré comme un proche de Liu Shaoqi, il est écarté du pouvoir en novembre 1966. Il est alors contraint de vivre à la campagne puis sera pendant 2 ans, placé en résidence surveillée.
En 1972, il revient au premier plan dans le sillage de Deng Xiaoping. En 1975, il réorganise l'Académie chinoise des sciences et il est chargé de réhabiliter les intellectuels victimes de la révolution culturelle, il acquiert ainsi une popularité dans les milieux réformistes.
Après les manifestations de Tian'anmen d'avril 1976, lors de l'enterrement de l'ancien Premier ministre Zhou Enlai, Deng et Hu sont de nouveau écartés du pouvoir.
De nouveau réhabilité en 1977, Hu Yaobang est élu en août de cette même année au Comité central lors du 11e Politburo du PCC. Puis, il entre au Bureau politique en décembre 1978. En 1980, il est secrétaire général du parti et accède à la présidence du parti à la suite de la démission de Hua Guofeng en juin 1981. Il joue les premiers rôles au XIIe congrès du Parti en 1982. Il choisit d'abandonner le titre de président du parti « trop évocateur du passé maoïste » pour ne conserver que celui de secrétaire général.
Bien que Deng Xiaoping ait gardé le pouvoir réel, Hu Yaobang est formellement le numéro 1 en occupant le poste de secrétaire général du PCC de 1980 à 1987.

## Un réformateur
Comme Deng Xiaoping a regagné graduellement le contrôle du Parti communiste chinois, le rival de Deng, Hua Guofeng, a été remplacé par Zhao Ziyang comme chef du gouvernement du Conseil de l'État en 1980, et par Hu Yaobang comme le président de parti en 1981. Hu a été aussi désigné secrétaire général du Parti communiste chinois en 1980 mais, jusqu'au milieu des années 1990, c'était Deng qui, dans les faits, était aux commandes, bien que son seul titre officiel était président de la Commission militaire centrale du parti communiste.
Selon les sinologues, Hu Yaobang est célèbre pour avoir d'une part fait réhabiliter des milliers de Chinois qui ont été persécutés pendant la révolution culturelle (1966 – 1976) et d'autre part pour avoir « fait une autocritique de la politique chinoise au Tibet, où il a prôné une autonomie » et « proclamé le respect de la liberté de croyance ».

### Réhabilitation des victimes de la révolution culturelle
Mao Zedong meurt en 1976, la Bande des Quatre est arrêtée en octobre 1976 et Deng Xiaoping est réhabilité en juillet 1977.
Hu Yaobang est alors chargé de la réhabilitation des dirigeants du Parti éliminés par Mao au cours de la révolution culturelle. Les intellectuels sont réhabilités par milliers. Les dirigeants du Parti éliminés reprennent peu à peu leur place : Peng Zhen, Chen Yun, Bo Yibo… Les victimes décédées sont aussi réhabilitées à titre posthume : Peng Dehuai, Liu Shaoqi … En 1979, c'est au tour des « droitiers ». En 1980, Hu Feng est aussi réhabilité.

### Mesures politiques au Tibet
En mai 1980, Hu Yaobang a mené une tournée d'inspection au Tibet. Après cette visite, Hu Yaobang effectua une « auto-critique de la politique chinoise au Tibet », « demanda une plus grande autonomie et proclama le respect de la liberté de croyance ».
Le sinologue Philippe Paquet indique que Hu Yaobang souhaita « une politique plus respectueuse à l'égard du Tibet ». Laurent Deshayes et Frédéric Lenoir considèrent que l'analyse de Hu Yaobang rejoint les critiques émises par le 10e panchen lama dans sa Pétition en 70 000 caractères et le gouvernement tibétain en exil : « la politique chinoise au Tibet s'apparente à du colonialisme, les Tibétains sont sous-représentés dans l'administration régionale, leur niveau de vie a chuté depuis la libération de 1951-59, la culture est menacée de disparaître faute d'un apprentissage de la langue et de la religion ».

### Démission du secrétariat général du PCC
Bien que Hu fût un réformateur dévoué et un des associés importants de Deng Xiaoping, il a été contraint de démissionner en 1987 de sa fonction de secrétaire général du Parti communiste chinois, partant officiellement le 16 janvier. Hu a été accusé de commettre « des erreurs dans les questions à propos des principes politiques importants » et de « libéralisme bourgeois ». Deng a forcé Hu à démissionner sur fond d'une série de manifestations d'étudiants fin 1986, que les partisans de la ligne dure pensaient être une conséquence de la tolérance de Hu et peut-être de son attitude empathique envers l'intelligentsia d'une Chine libérale, qui poussaient vers la liberté et la réforme plus politiques. Il a été aussi accusé de « commettre des erreurs dans les relations sino-japonaises ». Selon Katia Buffetrille, le Parti communiste chinois n’est pas une entité homogène et les conflits y sont courants.

## Limogeage, décès et événements de la place Tian'anmen
En janvier 1987, Hu Yaobang est contraint de démissionner de son mandat de secrétaire général du Parti communiste chinois. Une vague de manifestations étudiantes favorables à la démocratie avait en effet eu lieu fin 1986, dont il partageait sans doute les convictions démocratiques. Toutefois, Hu Yaobang conservera son siège au sein du comité permanent du bureau politique.
Il meurt le 15 avril 1989, des suites d'une crise cardiaque, qui pourrait être survenue le 8 mai 1988 ou le 8 avril 1989, une semaine avant son décès. Il est admiré pour le courage dont il a fait preuve à la fin de la révolution culturelle et le rôle qu'il a joué dans les réformes. Des manifestations spontanées ont lieu dans tout le pays, contraignant le gouvernement à organiser en son honneur des funérailles nationales le 22 avril.
Sa mort bouleverse l'équilibre entre réformateurs et conservateurs au sein du comité permanent du bureau politique et est un élément déclencheur majeur des manifestations de la place Tian'anmen au printemps 1989. Selon le sinologue Jean-Pierre Cabestan, il était une figure tutélaire du mouvement estudiantin « parce qu'il était le symbole des réformes politiques qui avaient connu un coup d'arrêt après son limogeage »,.

## Monument funéraire de Hu Yaobang

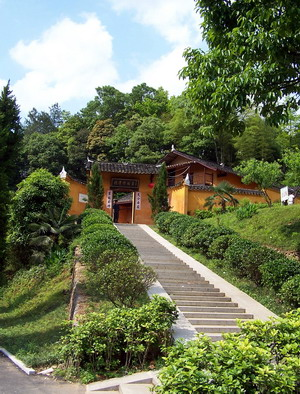
Mausolée de Hu Yaobang.

Après les funérailles de Hu, son corps fut incinéré et ses cendres furent inhumées dans le cimetière révolutionnaire de Babaoshan, un cimetière de Beijing réservé aux hauts fonctionnaires du parti. La femme de Hu, Li Zhao, qui était mécontente de l'emplacement de la tombe, obtint du gouvernement la permission de transférer les restes de son mari dans un site plus approprié. Finalement les cendres furent transportées dans un grand mausolée de Gongqing, Jiangxi. Ce mausolée est sans doute la plus impressionnante de toutes les tombes de dirigeants du PCC.
Li Zhao recueillit des fonds pour la construction de la tombe auprès de sources privées et publiques et, avec l'aide de son fils, choisit un endroit approprié dans Gongqing. La tombe fut construite sous la forme d'une pyramide, sur le sommet d'une colline. Le 5 décembre 1990, les cendres de Hu Yaobang furent transportées à Gongqing, portées par son fils aîné, Hu Deping. Wen Jiabao, de nombreux fonctionnaires de Jiangxi et 2 000 membres de la Ligue de la jeunesse communiste assistèrent à la cérémonie. Les usines de Gongqing et les écoles furent fermées à cette occasion, afin de permettre aux habitants d'assister à la cérémonie. Li Zhao prononça un discours exprimant sa gratitude envers le gouvernement et les personnes ayant rendu possible la sépulture.

## Vers une réhabilitation?
L'histoire et les idées de Hu Yaobang subissent une chape de silence en Chine, où le Parti fait tout pour qu'on parle le moins possible de cet encombrant personnage. Cependant, de façon inattendue, le pouvoir chinois a célébré officiellement l'anniversaire de sa naissance en novembre 2005 lors d'une discrète cérémonie.
En 1981, Hu Jintao rencontre Hu Deping le fils aîné de Hu Yaobang. Hu Deping, diplômé d'histoire de l'université de Pékin, est alors vice-directeur du musée d'histoire de Chine. Par l'intermédiaire de Hu Deping, Hu Jintao devient alors un proche de Hu Yaobang. Ce dernier propose à Hu Jintao la direction de la ligue de la jeunesse communiste chinoise. En effet, lors du XIIe Congrès du parti (septembre 1982), Hu Jintao devient membre suppléant du Comité central et premier secrétaire national de la Ligue des Jeunesses communistes.
Certains diplomates pensent que cette célébration fut l'expression d'une volonté réformatrice de la part du président Hu Jintao, pourtant peu connu jusqu'ici pour ses idées démocratiques. D'autres pensent que le message est interne au Parti, en direction des cadres issus de la Ligue de la jeunesse communiste, dont Hu Yaobang fut le numéro 1 à la fin des années 1970. Cette commémoration serait alors un hommage à cette génération et une opération de séduction de Hu Jintao.
En avril 2010, le Premier ministre chinois Wen Jiabao écrit dans le Quotidien du Peuple, organe officiel du PCC, un vibrant hommage et un témoignage d'affection à Hu Yaobang : « Je garde dans mon cœur ses précieux enseignements, je ne m'autorise pas moi-même le relâchement, ni à oublier son exemple. Son style et son attitude ont grandement influencé mon travail, mes apprentissages et ma vie ». Et de conclure : « J'écris cet article pour témoigner à quel point il me manque »,.

## Analyses politiques

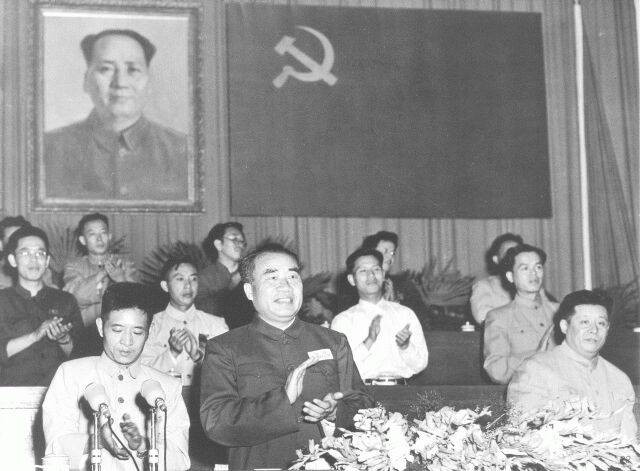
Hu Yaobang.

Selon Jean-Philippe Béja, directeur de recherches au CERI, Hu Yaobang était « un partisan du socialisme à visage humain qui croyait au socialisme mais qui était prêt à discuter avec ceux qui n'y croyaient pas ».
Le 14e dalaï Lama a déclaré que l'attitude de la Chine pour réhabiliter le dirigeant chinois Hu Yaobang était un développement positif : « J'admire le courage de Hu Yaobang. En 1980, il a visité le Tibet et a réduit le nombre de colons chinois Han au Tibet », ajoutant que les problèmes fabriqués par l'Homme sont créés à cause de l'ignorance et du manque de connaissance et d'information correctes. Les Tibétains se souviennent de Hu Yaobang comme du seul dirigeant chinois à avoir formulé des excuses officielles envers eux pour les actions du Parti au Tibet. Hu Yaobang était une voix solitaire de soutien au Tibet. Parmi ses propositions de réforme, négligées par le Parti, on peut noter : accord d'une autonomie régionale au Tibet ; retrait des cadres superflus ; aide aux Tibétains pour l'élevage et l'agriculture ; relance de l'économie du Tibet en diminuant les charges fiscales pesant sur ses citoyens.
En 2006, Liu Xiaobo, prix Nobel de la Paix en 2010, indiquait qu'au sein même du PCC, au cours des années 1980, est apparue une « faction réformatrice éclairée », disposant du pouvoir de décision, qui préconisait la mise en œuvre des réformes politique et économique au même rythme. Les deux secrétaires généraux « éclairés » du PCC, Hu Yaobang et Zhao Ziyang, agirent en fonction de la volonté du peuple chinois. Ils marginalisèrent la faction conservatrice et mirent fin aux courants gauchistes. Ils proposèrent un début de démocratisation politique. Mais ce mouvement démocratique n'était pas mûr et n'a pas fait preuve de la résolution et de l'habileté politique nécessaire. La faction des durs du parti, représentée par Deng Xiaoping, a éliminé les membres de la faction éclairée, considérés comme des traîtres.

## Famille
Hu Deping, le fils de Hu Yaobang s'est marié avec une des filles d'An Ziwen.